# Çamlıhemşin
Çamlıhemşin est une ville et un district de la province de Rize dans la région de la mer Noire en Turquie.

## Étymologie
Cette ville était coutumièrement nommée Vija ou Vije, avec des variances locales (Vijealtı ou Vijedibi). Officiellement et jusqu'en 1957 elle portait le nom de Vicealti ; elle fut ensuite renommée Çamlıhemşin qui est une combinaison des mots Çamlı (signifiant « pinède ») et Hemşin.

## Population
Elle est principalement peuplée d'Hémichis.